# Епархия Кайшядориса
Епа́рхия Кайшядо́риса (лит. Kaišiadorių vyskupija) — одна из семи епархий римско-католической церкви в Литве с кафедрой в городе Кайшядорис (Каунасский уезд). Входит в состав церковной провинции Вильнюса. Является суффраганной епархией архиепархии Вильнюса. Латинское название епархии — «Dioecesis Kaisiadorensis». Кафедральным собором епархии Кайшядориса является церковь Преображения Господня. В настоящее время епископскую кафедру Кайшядориса занимает (с 11 февраля 2012 года) Йонас Иванаускас.

## История
Епархия основана в 1926 году.

## Деканаты
Епархия Кайшядориса подразделяется на 7 деканатов:
- Алитусский деканат (лит. Alytaus dekanatas);
- Кайщядорский деканат (лит. Kaišiadorių dekanatas);
- Мяркинский деканат (лит. Merkinės dekanatas);
- Молетский деканат (лит. Molėtų dekanatas);
- Стаклишкский деканат (лит. Stakliškių dekanatas);
- Ширвинтский деканат (лит. Širvintų dekanatas);
- Электренский деканат (лит. Elektrėnų dekanatas).

## Ординарии
- епископ Юозапас Кукта (5.04.1926 — 16.06.1942);
- архиепископ Теофилюс Матулёнис (9.01.1943 — 20.08.1962);
- управляющий епархией, капитульный викарий Повилас Бакшис (13.06.1962 — 1973);
- кардинал Винцентас Сладкявичус, M.I.C. (апостольский администратор 15.07.1982 — 10.03.1989);
  - епископ Юозапас Матулайтис-Лабукас (апостольский администратор 10.03.1989 — 24.12.1991);
- епископ Юозапас Матулайтис-Лабукас (24.12.1991 — 11.02.2012);
- епископ Йонас Иванаускас (11.02.2012 — по настоящее время).